# Thin Man

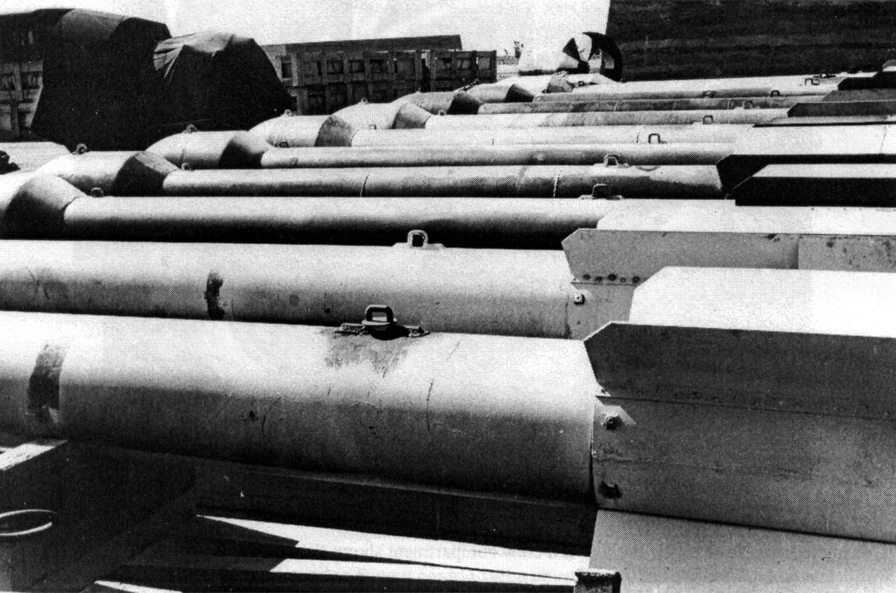
Ogives Thin Man.

Thin Man  (signifiant « homme maigre » en français) est le nom de code d'une bombe A utilisant du plutonium 239 développée par le Project Y américain pendant le projet Manhattan.

## Projet interrompu
Son développement est interrompu quand il est découvert que le taux de fission spontanée du plutonium obtenu par surgénération qu’elle employait était trop élevé pour être utilisé dans une conception de ce type, en raison de sa concentration trop élevée en isotope de plutonium 240.
En effet, sa conception était du même type que celle de la bombe Little Boy utilisée pour le bombardement d'Hiroshima, une conception simple par insertion : une masse de réactif nucléaire projetée sur une autre pour atteindre une masse surcritique. Seulement, dans ce procédé l'assemblage des masses n'aurait été pas assez rapide pour une explosion optimale : la réaction en chaine se serait engagée trop tôt, produisant un long feu.

## Développement d'une autre technique
C'est ainsi qu'il a été conçu la technique par implosion d'une sphère creuse, testé durant l'essai Trinity et utilisé pour le bombardement de Nagasaki par la bombe Fat Man ; qui permet un assemblage surcritique bien plus rapide.